# Hope Sanderson
Helen Augusta Hope Sanderson (plus connue sous le seul prénom de Hope), née MacDonald le 27 novembre 1925 en Nouvelle-Zélande et morte le 6 mai 2016 à Londres, est une géologue néo-zélandaise, première femme néo-zélandaise à obtenir un Master of Science avec spécialisation en géologie dans une université néo-zélandaise.

## Biographie

### Jeunesse et études
Helen Augusta Hope MacDonald naît le 27 novembre 1925 en Nouvelle-Zélande, de deux parents agriculteurs près de Colville, sur la péninsule de Coromandel,,. La ferme n'est accessible que par bateau ou à cheval. Alors que Sanderson et ses deux sœurs sont en âge d'aller à l'école, la ferme est vendue et les MacDonald déménagent dans la propriété d'origine de leur arrière-grand-père paternel à Howick. Sanderson fréquente la Diocesan School for Girls à Auckland avant de s'inscrire à l'université d'Auckland. Elle a obtenu un Bachelor of Science en 1949, puis une maîtrise en pétrographie des conglomérats jurassiques à Kawhia, avec l'appui du professeur John Arthur Bartrum.
Les conglomérats étudiés par Sanderson se situent au creux d'un affleurement le long des falaises côtières de Ururoa Point à Albatross Point et dans certaines parties de la côte sud du port de Kawhia. Ils sont isolés et, aujourd'hui encore, certaines zones ne sont accessibles que par bateau. Sanderson effectue une grande partie de son travail de terrain en vue de sa thèse à cheval, avec l'aide de plusieurs assistants de terrain : Charles Laws, Alan Mason et Helen Pirie. Laws est le paléontologue du département de géologie, Mason est un récent titulaire d'une maîtrise en géologie et Pirie est un étudiant en géologie. Lorsque Sanderson obtient son diplôme en 1951, elle devient la première femme à se voir décerner un diplôme de troisième cycle en géologie dans une université néo-zélandaise,.  

### Carrière professionnelle
Sanderson travaille comme assistante de recherche et technicienne lapidaire au département de géologie de l'université d'Auckland pendant près de cinq ans. En parallèle, durant cette période, elle prépare sa thèse en vue de sa publication. Elle part ensuite, en janvier 1954, passer plusieurs mois en Angleterre avec un ami, Jocelyn Laws, dont le père Charles l'a aidée sur le terrain. Le voyage est un succès et en 1955, Sanderson se voit offrir un emploi universitaire alors qu'elle retourne en Angleterre pour des « vacances-travail ». En plus de sa maîtrise obtenue avec les honneurs, elle bénéficie de lettres de recommandations, émanant notamment du chef du département Arnold Lillie. 
Sanderson postule avec succès pour un emploi au British Geological Survey,où elle est initialement employée comme technicienne. Elle travaille au département pétrographique du Geological Museum de South Kensington. Ce poste représente un défi pour les administrateurs de la fonction publique, dans la mesure où aucune femme aux qualifications similaires n'a été employée à cette tâche auparavant. Finalement, une catégorie d'emploi est créée spécialement pour Sanderson, celle de « technicien expérimental ». Au cours des dix années pendant lesquelles Sanderson occupe ce poste, une seule autre femme est employée dans cette catégorie. Le travail de Sanderson consiste en l'identification d'échantillons géologiques apportés par le grand public, ainsi que la préparation et l'examen de lames de microscope pour la recherche. Pour le ministère des Travaux publics britannique, elle entreprend un travail de terrain consistant à trouver des matériaux pour réparer les monuments et bâtiments patrimoniaux, et entame un examen pétrographique des échantillons collectés sur le terrain. 

### Fin de carrière et dernières années
En 1964, elle épouse le pétrologue Robin Sanderson et ils ont deux fils. Elle est tenue par les règles de la fonction publique de démissionner de son emploi ; elles interdisent en effet à une femme mariée d'exercer un travail,. Robin Sanderson travaille lui aussi au British Geological Survey, mais peu de temps après leur mariage, il accepte un poste de conservateur au Musée d'histoire naturelle. À sa retraite, il reste géologue consultant et se spécialise dans l'analyse, l'identification et l'approvisionnement en pierre destinée aux travaux de reconstruction architecturale. Comme son activité est étroitement liée au métier effectué par Sanderson au cours de sa carrière, elle conseille son mari pour ce travail,. 
Elle meurt le 6 mai 2016 à Londres, à l'âge de 90 ans,. 

## Héritage
L'exemple de Sanderson inspire la géologue Heather Nicholson à entreprendre un Master of Sciences sur le terrain en se lançant dans la cartographie de l'île Waiheke, tâche qu'elle achève en 1954. 
En 2017, Sanderson est sélectionnée parmi les « 150 femmes en 150 mots » de la Société royale de Nouvelle-Zélande, initiative mettant en avant les contributions des femmes néo-zélandaises au développement et à la transmission de la connaissance. 

## Sélection de publications
- (en) Helen A H Macdonald, « The Petrography of Some Jurassic Conglomerates at Kawhia, New Zealand », Transactions of the Royal Society of New Zealand, vol. 82,‎ 1954, p. 223-230 (ISSN 0035-9181 et 2744-4147, OCLC 72955207, lire en ligne).
- (en) MacDonald, Helen Augusta Hope, A Petrological Study of the Jurassic conglomerates at Kawhia (mémoire de master), ResearchSpace@Auckland, 1951.